# Кастанија (Пијерија)
Кастанија (грч. Καστανιά) је насељено место у општини Пидна-Колиндрос у периферији Средишња Македонија, Грчка. Према попису из 2021. године био је 251 становник.
Према бугарском географу и историчару, Василу Канчову, у Кастанији је 1900. године живело 60 Грка.